# Naberežnyje Čelny
Naberežnyje Čelny (tatarsky: Яр Чаллы/Yar Çallı, rusky: На́бережные Челны́) je přístavní město v Ruské federaci, druhé největší město republiky Tatarstán. Žije zde přibližně 544 tisíc obyvatel.

## Obyvatelstvo

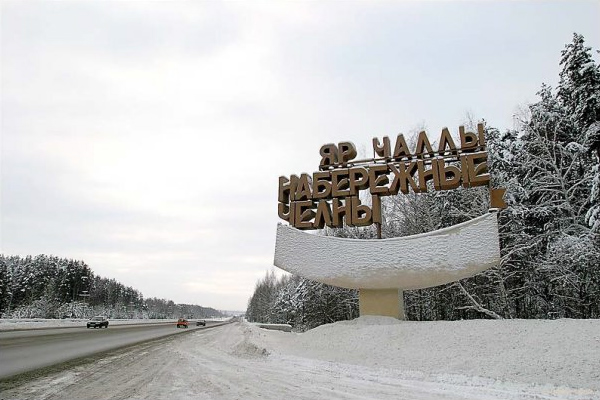
Dvoujazyčný název při vjezdu do města

V Naberežných Čelnách žilo k 1. lednu 2011 513 200 obyvatel, jedná se o 30. největší město Ruské federace. Počet obyvatel mnohonásobně stoupl v průběhu 70. a 80. let 20. století v souvislosti s výstavbou automobilky Kamaz. Národnostní složení: Tataři 47,4 %, Rusové 44,9 %, Čuvaši 1,9 %, Ukrajinci 1,3 %, Baškiři 1,2 %.
| Rok  | Počet obyvatel |
| ---- | -------------- |
| 1887 | 1 000          |
| 1931 | 5 000          |
| 1959 | 19 100         |
| 1970 | 37 900         |
| 1971 | 55 000         |
| 1973 | 126 000        |
| 1976 | 231 000        |
| 1982 | 374 000        |
| 1989 | 500 300        |
| 1996 | 528 700        |
| 2009 | 508 700        |
| 2011 | 513 200        |

## Poloha
Město leží na řece Kama, 225 km východně od Kazaně.

## Historie
Naberežnyje Čelny se stalo městem v roce 1931, založeno bylo ale už roku 1640. V období 1982 – 1988 bylo přejmenováno na Brežněv podle zesnulého generálního tajemníka KSSS Leonida Brežněva.

## Průmysl
Ve městě sídlí společnost Kamaz (KAMskij Avtomobilnyj Zavod), výrobce ruských nákladních automobilů. Nedaleko města se nachází přehradní nádrž.

## Rodáci
- Naděžda Kibardina – čtyřnásobná mistryně světa v cyklistice
- Gulnara Samitovová-Galkinová – atletka, světová rekordmanka v běhu na 3000 m překážek